# Восточный Тимор на зимних Олимпийских играх 2022
Восточный Тимор на зимних Олимпийских играх 2022 года был представлен одним спортсменом в горнолыжном спорте. Восточный Тимор в третий раз принял участие в зимних Олимпийских играх, и вновь единственную лицензию для страны заработал горнолыжник Йоанн Гутт Гонсалвеш.

## Результаты соревнований

### Лыжные виды спорта

#### Горнолыжный спорт
Квалификация спортсменов для участия в Олимпийских играх осуществлялась на основании специального квалификационного рейтинга FIS по состоянию на 16 января 2022 года. При этом НОК для участия в Олимпийских играх мог выбрать только того спортсмена, который вошёл в топ-500 олимпийского рейтинга в своей дисциплине, и при этом имел определённое количество очков, согласно квалификационной таблице. Страны, не имеющие участников в числе 500 сильнейших спортсменов, могли претендовать только на квоты категории «B» в технических дисциплинах. По итогам квалификационного отбора сборная Восточного Тимора получила одну квоту, благодаря успешным выступлениям Йоанна Гутта Гонсалвеша.
Мужчины
| Соревнование      | Спортсмены           | 1 спуск | 1 спуск | 2 спуск | 2 спуск | Всего   | Место | Отставание |
| Соревнование      | Спортсмены           | Время   | Место   | Время   | Место   | Всего   | Место | Отставание |
| ----------------- | -------------------- | ------- | ------- | ------- | ------- | ------- | ----- | ---------- |
| слалом            | Йоанн Гутт Гонсалвеш | 1:15,48 | 52      | 1:09,19 | 45      | 2:24,67 | 45    | +40,58     |
| гигантский слалом | Йоанн Гутт Гонсалвеш | 1:21,52 | 52      | DNF     | DNF     | —       | —     | —          |